# Andania (Schiff, 1922)
Die Andania (II) war ein 1922 in Dienst gestellter Ozeandampfer der britischen Reederei Cunard Line, der als Royal Mail Ship im Passagier- und Postverkehr zwischen Großbritannien und den USA sowie Kanada eingesetzt wurde. Das Schiff wurde am 16. Juni 1940 im Dienst als Hilfskreuzer bei Island von einem deutschen U-Boot versenkt.

## Das Schiff
Das 13.950 BRT große Dampfturbinenschiff Andania wurde auf der Werft Hawthorn, Leslie & Company in Newcastle upon Tyne gebaut und lief am 1. November 1921 vom Stapel. Das 163,98 Meter lange und 19,90 Meter breite Passagier- und Postschiff wurde mit Dampfturbinen angetrieben, deren geschätzte nominelle Leistung 1660 hp betrug. Die Höchstgeschwindigkeit lag bei 15 Knoten. An Bord des Schiffs war Platz für 484 Passagiere in der Kabinenklasse und 1222 in der Dritten Klasse.
Sie war eins von sechs Schwesterschiffen der „A“-Klasse, die die Cunard Line in der ersten Hälfte der 1920er in Dienst stellten. Die anderen waren die Ausonia (II), die Aurania (III), die Antonia, die Alaunia (II) und die Ascania (II).
Die Andania legte am 1. Juni 1922 in Liverpool zu ihrer Jungfernfahrt nach Quebec und Montreal ab. Auf dieser Route blieb sie, bis sie am 18. November 1924 auf die Route Hamburg–Southampton–Halifax–New York transferiert wurde. Am 26. Oktober 1926 legte sie zum letzten Mal nach New York ab, da sie anschließend von Liverpool über Greenock und Belfast wieder nach Quebec und Montreal fuhr. Diesen Dienst versah sie bis zum Ausbruch des Zweiten Weltkriegs.

## Kriegseinsatz
Im September 1939 wurde die Andania von der britischen Admiralität für den Dienst als bewaffneter Hilfskreuzer (Armed Merchant Cruiser) angefordert. Am 28. Oktober 1939 wurden die entsprechenden Umbauarbeiten abgeschlossen. Das Schiff wurde mit acht 152-mm-Geschützen und zwei 76-mm-Geschützen ausgerüstet. Fortan diente die Andania in der Northern Patrol, einer Einheit der Royal Navy, die die Nordsee und die Gewässer um Schottland herum überwachte.
Am 7. Juni 1940 legte die Andania unter dem Kommando von Kapitän Donald Keppel Bain vom Clyde mit 347 Besatzungsmitgliedern an Bord zu einer weiteren Patrouillenfahrt in isländischen Gewässern ab. Am Nachmittag des 13. Juni wurde das Schiff bei schwerem Regen von dem deutschen U-Boot U A (Korvettenkapitän Hans Cohausz) gesichtet. Das U-Boot nahm die Verfolgung auf, verlor die Andania aber wegen der schlechten Sichtverhältnisse und der einsetzenden Dunkelheit mehrmals aus den Augen. Die Andania verfolgte zudem einen Zickzackkurs. Am 14. Juni um 12.17 Uhr schoss U A einen Fächer von drei Torpedos ab, die nicht trafen und die an Bord des Hilfskreuzers offenbar nicht registriert wurden. Kurz danach verschwand die Andania erneut aus dem Blickfeld.
Etwa 24 Stunden später traf U A erneut auf das Schiff und versuchte einen weiteren Angriff. Eine halbe Stunde nach Mitternacht am 16. Juni 1940 wurde die Andania schließlich von einem Torpedo getroffen. Die Mannschaft der Andania feuerte daraufhin aus allen Geschützen, konnte den Angreifer jedoch wegen Dunkelheit und Sturm nicht sehen. Die Attacke ereignete sich etwa 230 Meilen westnordwestlich der Färöer auf der Position 62° 36′ N, 15° 9′ W. Das U-Boot gab noch insgesamt drei Fangschüsse ab, die aber alle in der schweren See danebengingen. Gegen 02.00 Uhr morgens brach U A den Angriff ab. Das Schiff sank langsam und die Besatzung wurde von dem isländischen Trawler Skallagrímur an Bord genommen. Es gab zwei Verletzte, aber keine Toten. Der Trawler wollte die Geretteten eigentlich nach Kingston upon Hull bringen, aber der Zerstörer Forester nahm die Besatzung der Andania 36 Stunden nach der Rettung auf und brachte sie am 17. Juni nach Scapa Flow.
Kapitän Bain befehligte später den Zerstörer Somali und die Schweren Kreuzer Norfolk und Devonshire.